# Шренк, Герман Фридрих фон
Герман Фридрих фон Шренк (нем. Hermann Friedrich von Schrenck; 20 июня 1847, Дерпт, Лифляндская губерния — 7 января 1897) — русско-немецкий художник-пейзажист.

## Биография
Родился в 1847 году в Дерпте, Лифляндская губерния (ныне Тарту, Эстония) в семье натуралиста Александра фон Шренка, возведённого русским царём в потомственное дворянство за свои научные заслуги, и его жены Юлии-Елены, урожденной фон Сиверс (1819–1869). Он был племянником зоолога и этнографа Леопольда фон Шренка и внучатым племянником портретиста Петера Феликса фон Сиверса.
После окончания гимназии, поступил в Дерптский университет, где учился два года (1866—68). Оставив науки ради занятия живописью, уехал из Дерпта в Веймар, где поступил в Художественную школу, где его учителем стал граф Станислав фон Калькройт.
После завершения обучения в Веймаре, фон Шренк вернулся в Дерпт, где получил место учителя рисования. В 1876 году он женился на Адель Генриетте фон Шрёдер (1845–1927), дочери директора школы Юлиуса фон Шредера (1803–1888). Вместе с женой он снова покинул Дерпт, жил в Дюссельдорфе, Берлине и Бонне. Писал, в основном, прибрежные пейзажи. 
Скончался фон Шренк в 1897 году в Бонне.

## Галерея

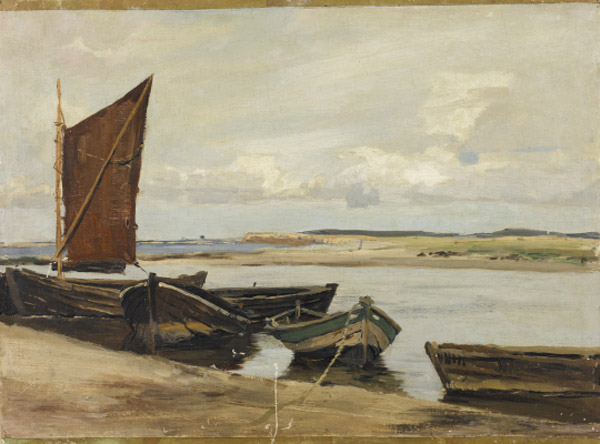
Устье реки Бригитовки, Эстонский художественный музей
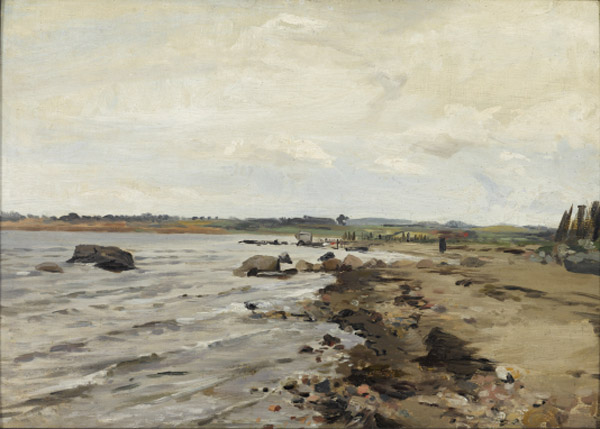
Побережье Балтийского моря вблизи Ревеля, Эстонский художественный музей
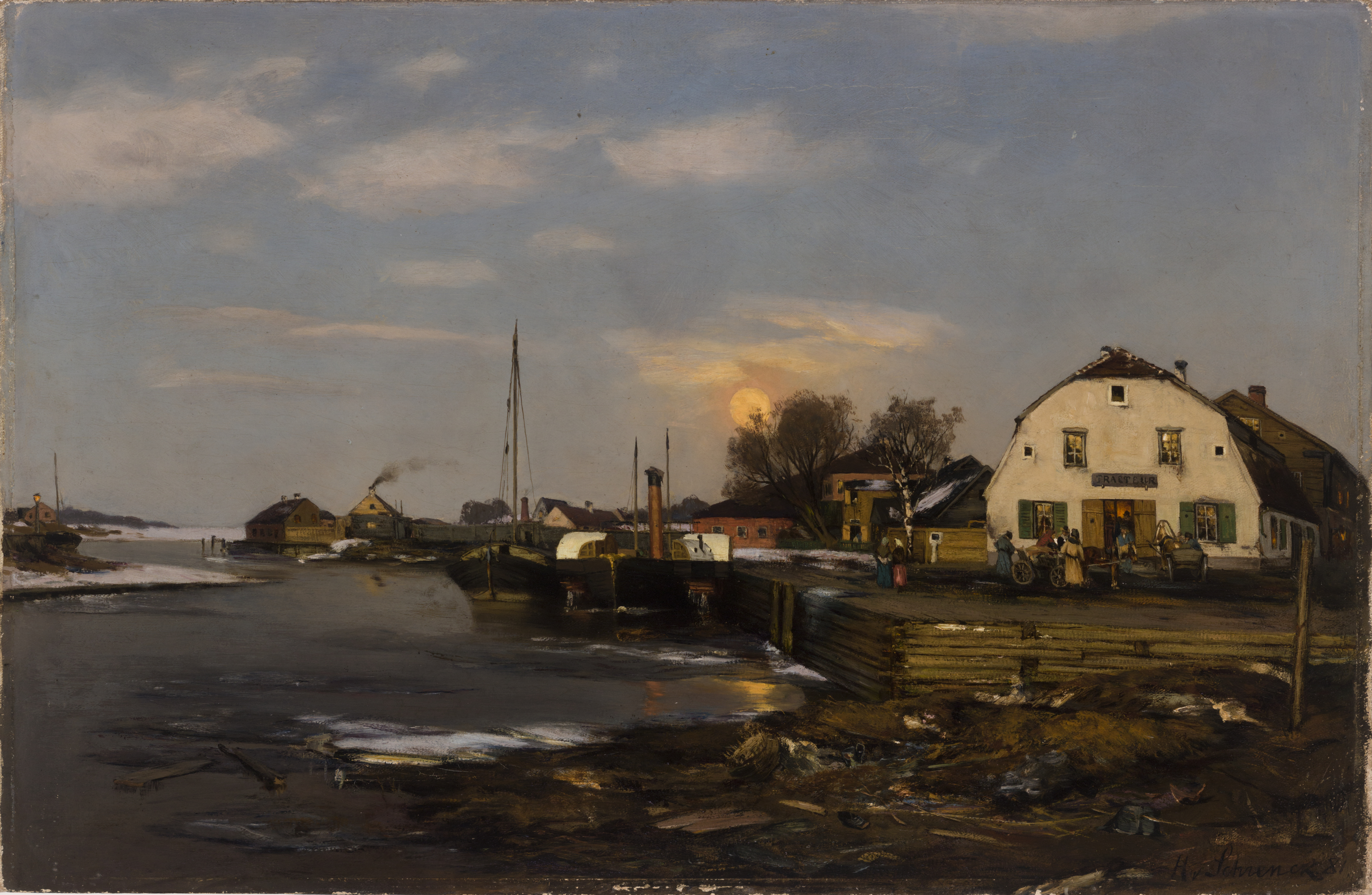
Вид реки Эмбах, Тартуский художественный музей